# Омар аль-Башир
Омар Хассан Ахмад аль-Башир (араб. عمر حسن أحمد البشير; нар. 1 січня 1944, Хош Баннаґа, Судан) — 7-й Президент Судану, якого звинувачують у кількох військових злочинах і етнічних чистках, що були пов'язані з Дарфурським конфліктом. У 2009—2010 роках Міжнародний кримінальний суд видав кілька ордерів на його арешт. Одноосібно керував країною з 1989 до 2019 року, прийшовши до влади завдяки військовому перевороту.

## Біографія

### Дитинство
Омар аль-Башир народився 1 січня 1944 року в селі Хош Баннаґа, неподалік від Хартума. Він походить із арабського плем'я джаалі, а його дід по батьковій лінії належав до племені фалата. Початкову освіту майбутній президент здобув у рідному селі, продовживши її в Хартумі.

### Військова кар'єра
У 1960 році, закінчивши школу, пішов служити до суданської армії. Військову освіту здобув у Суданській військовій академії в Хартумі, а вже з 1967 по 1969 рік був пілотом при Західному штабі армії Судану. У 1969 році його перевели десантником у парашутні війська. У складі єгипетських збройних сил боровся проти Ізраїлю під час Війни Судного дня в жовтні 1973 року. З 1975 по 1979 рік працював військовим аташе Судану в ОАЕ. Був начальником гарнізону парашутної бригади з 1979 по 1981 рік. У той же час отримав ступінь магістра воєнних наук у Судані та Малайзії.

### Прихід до влади
У 1987 році Омара аль-Башира призначили командувачем 8-ї піхотної бригади, у складі якої він воював проти повстанців під час громадянської війни в країні. У 1989 році він, разом із 15-ма іншими генералами, організував Революційну командну раду національного порятунку, зблизившись із Хассаном аль-Турабі, лідером радикального Національного ісламського фронту, який виступав політичною опорою руху.

### На чолі держави
Унаслідок перевороту 30 червня 1989 року Омара аль-Башир скинув чинного лідера держави Ахмеда аль-Міргані та прем'єр-міністра Садика аль-Махді. Першими діями, якими відзначився новий лідер, були скасування конституції, встановлення норм шаріату на території країни, проголошення Судану ісламською державою. Звинувативши в підтримці повстанців, президент вислав із країни всіх іноземних представників гуманітарних місій, а також спеціалістів нафтовидобувної компанії «Chevron», яка монопольно займалася розробкою нафтових родовищ за концесією 1974 року.
У грудні 1989 року відбулось загострення конфлікту на півдні країни, що було пов'язано з наказом про видачу зброї представникам арабських племен та створення на їх базі ісламського ополчення. Реорганізація уряду, що відбулась у квітні 1990 року, була спричинена спробою державного перевороту, який був придушений. У новому уряді здобули більший вплив ісламісти на чолі з Хассаном аль-Турабі, якого проголосили «духовним батьком нації». У травні 1990 року відбулась ескалація конфлікту на півдні — підконтрольні Баширу війська захоплювали нафтові родовища, вриваючись у сусідні населені пункти і вбиваючи місцевих жителів. Після цього розпочалась міграція місцевого населення в сусідні країни. Саме в цей період Судан став базою для бойовиків Аль-Каїди, а з 1991 по 1996 рік у країні перебував Осама бен Ладен.
Омар аль-Башир був призначений президентом 16 жовтня 1993 року, коли Революційна командна рада національного порятунку оголосила про свій саморозпуск, і, відповідно, делегувала йому такі повноваження. Це викликало негативну реакцію світової громадськості — з 1993 року Судан віднесли до держав — спонсорів тероризму, а вже в 1996 році були введені санкції ООН. Для того, щоб уникнути введення міжнародних військ, було здійснено ряд кроків: Осама бен Ладен покинув країну, були проведені вибори президента, на яких впевнену перемогу отримав аль-Башир — 75,7 %. Йому також вдалося домовитись із представниками Південного Судану, що дало змогу в 1997 році локалізувати конфлікти й розпочати розробку нафтових родовищ, яку з 1999 року почали продавати на експорт. Основними нафтовидобувними компаніями в Судані стали китайські «Sinopec» і CNPC, а також компанії з Малайзії «Petronas» та Індії ONGC Videsh Ltd.
У січні 1999 року було здійснено ряд політичних реформ: Омар аль-Башир оголосив про проведення в країні парламентських виборів, легалізувавши перед цим політичні партії. Це викликало неоднозначну реакцію з боку аль-Турабі, який зробив спробу внести закон, який дозволяв парламенту знімати з посади президента і призначати прем'єр-міністра. У відповідь на це Башир розпустив парламент і ввів надзвичайний стан на три місяці. За звинуваченням у співробітництві з повстанцями з Південного Судану і Дарфуру Хассан аль-Турабі потрапив до в'язниці. На нових президентських виборах у 2000 році аль-Башир здобув упевнену перемогу з результатом 86,5 % голосів виборців.
Видобуток нафти позитивно вплинув на економіку Судану, зробивши її однією з найбільш швидкозростаючих у світі. Щоправда близько 45 % доходів від продажу нафти витрачались на придбання зброї в Китаю, Білорусі та Росії. Озброєння арабських бойовиків з новою силою розпалило конфлікт на півдні країни.
У лютому 2001 року аль-Башир уклав перемир'я з Народною армією визволення Судану, хоча сутички тривали ще три роки. 19 листопада 2004 року під тиском ООН було підписано мирну угоду з повстанцями, яка зупинила двадцятилітню війну. Згідно з угодою і новою тимчасовою конституцією, яку було прийнято в червні 2005 року, Південний Судан отримав автономні права протягом шести років, по завершенню яких мав бути проведений референдум про незалежність країни. Угодою також розподілялись порівну прибутки від видобутку й продажу нафти.
У лютому 2003 року розпочався Дарфурський конфлікт — збройне протистояння між центральним урядом, неформальними проурядовими арабськими озброєними загонами «Джанджавід» і повстанськими угрупованнями місцевого негроїдного населення. Причиною розпалення конфлікту стали зміни клімату, що призвели до опустелювання земель, заселених арабами-кочівниками, які почали переселятись у напрямку території, де проживало місцеве негроїдне населення. Омар аль-Башир дозволив бойовикам знищувати місцеве населення, виганяти його до сусідніх Чаду і ЦАР. Спочатку такі переміщення населення були пов'язані зі звільненням сільськогосподарських угідь, але пізніше вони перетворились на «зачистку» територій навколо родовищ нафти в південному Дарфурі. Стверджують, що Омар аль-Башир особисто віддавав накази про знищення представників народностей фур, масаліт і загава. Участь у сутичках брала також і суданська армія, завдаючи ударів по силах повстанців. У 2007 році в зону конфлікту було введено війська ООН, які підсилювали наявний тут африканський миротворчий контингент. Усього за час конфлікту в Дарфурі загинуло 400 тисяч людей, 2,7 мільйона стали біженцями. Конфлікти в Судані зачіпали і сусідні держави, особливо Республіку Чад — держави звинувачували одна одну у військовій інтервенції.
У квітні 2010 року в Судані відбулися президентські вибори, у результаті яких аль-Башир був переобраний главою держави, отримавши 68,24 % голосів виборців.
У січні 2011 року пройшов референдум з питання Південного Судану, на якому за його відділення висловилися понад п'ятдесят відсотків жителів північних територій і майже сто відсотків жителів південних територій. 9 липня 2011 Південний Судан офіційно отримав незалежність.
11 квітня 2019 року президент Омар аль-Башир пішов у відставку в ході військового перевороту в Судані. 24 квітня 2023 року аль-Башир утік з тюрми під час зіткнень у Судані.

## Ордер Міжнародного кримінального суду
14 липня 2008 року Луїс Морено-Окампо, головний прокурор Міжнародного кримінального суду, звернувся з проханням видати ордер на арешт аль-Башира. Головне звинувачення, яке пролунало в бік лідера Судану, — геноцид у регіоні Дарфур. Йому закидали те, що всі збройні конфлікти в Судані супроводжувались вбивствами, пограбуваннями, тортурами і зґвалтуваннями, наверненням дітей у рабство і важкими умовами в таборах для біженців. Також, за вказівкою Башира, був обмежений доступ журналістів до зони конфлікту.
4 березня 2009 року Міжнародний суд видав ордер на арешт Омара аль-Башира, хоча Судан і не визнав цього рішення.
23 квітня 2023 року, згідно з повідомленням агентства Al Araby, колишній президент Судану Омар аль-Башир разом з великою кількістю ув'язнених утік із в'язниці Копер у Хартумі. Це сталося після зіткнення Збройних сил Судану та Сил швидкого реагування неподалік від в'язниці.

## Зовнішня політика
Омар аль-Башир підтримував дружні стосунки з Китаєм з 1992 року:
| ... саме Китай гарантує Судану стабільність і безпеку. |
За президентства Башира Судан відкрито конфліктував із Лівією, ставши на бік повстанців під час громадянської війни. Після завершення бойових дій президент Башир відвідав країну, зустрівшись із прем‘єром Мустафою Абдул Джалілем.